# 第7回先進国首脳会議
第7回先進国首脳会議（だい7かい　せんしんこくしゅのうかいぎ）は1981年7月21日から22日までカナダのオタワで開催された先進国首脳会議。通称:オタワ・サミット。

## 出席首脳
サミットに出席した首脳は以下の通り:

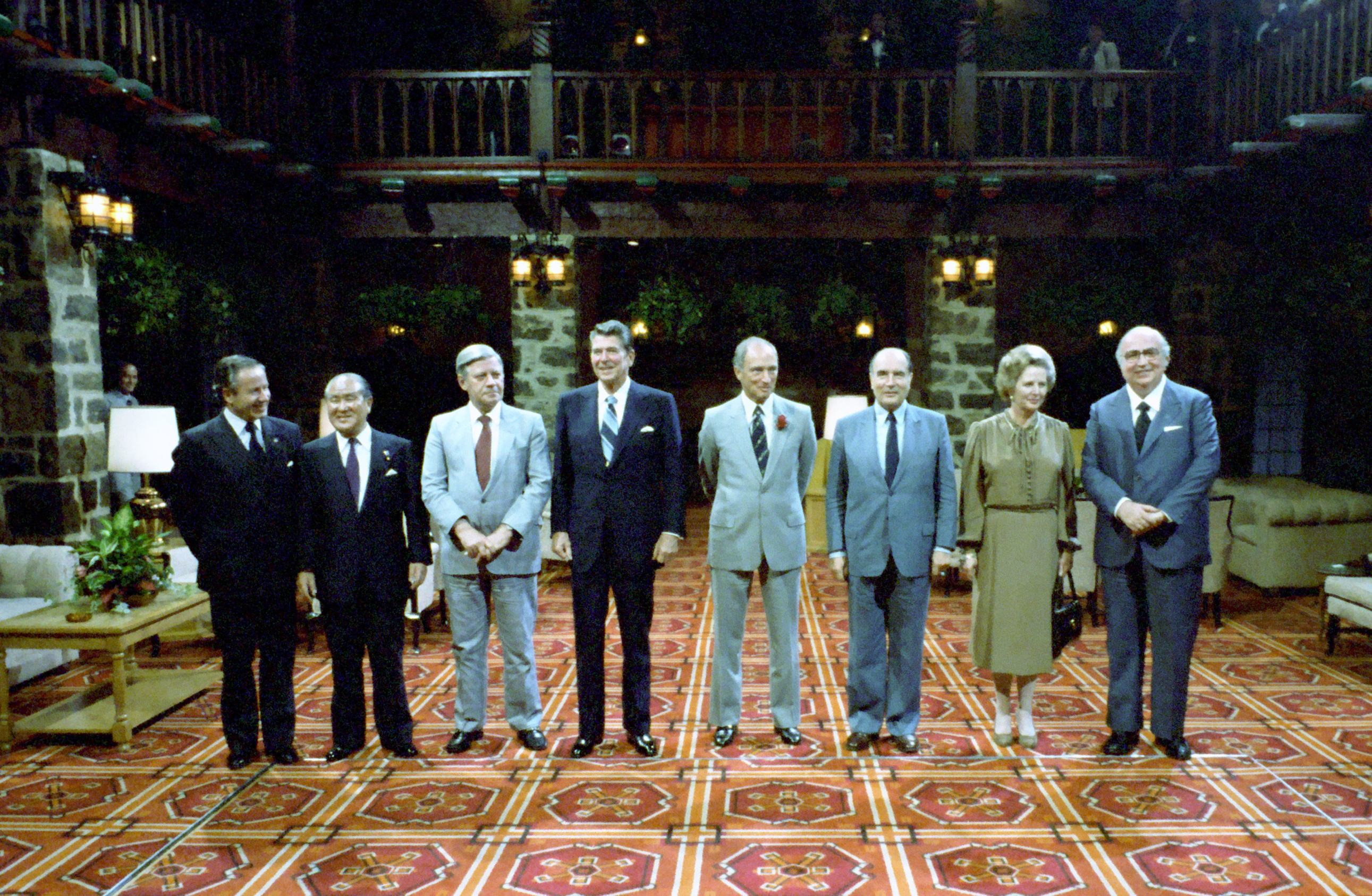
オタワサミット出席の各国首脳 左からガストン・トルン（EC）、鈴木善幸（日本）、ヘルムート・シュミット（西独）、ロナルド・レーガン（米）、ピエール・トルドー（加）、フランソワ・ミッテラン（仏）、マーガレット・サッチャー（英）、ジョヴァンニ・スパドリーニ（伊）

- ピエール・トルドー（議長・カナダ首相）
- フランソワ・ミッテラン（フランス共和国大統領）
- ロナルド・レーガン（アメリカ合衆国大統領）
- マーガレット・サッチャー（イギリス首相）
- ヘルムート・シュミット（西ドイツ首相）
- 鈴木善幸（日本国首相）
- ジョバンニ・スパドリーニ（イタリア首相）
- ガストン・トルン（欧州委員会委員長）